# Jižní spojka

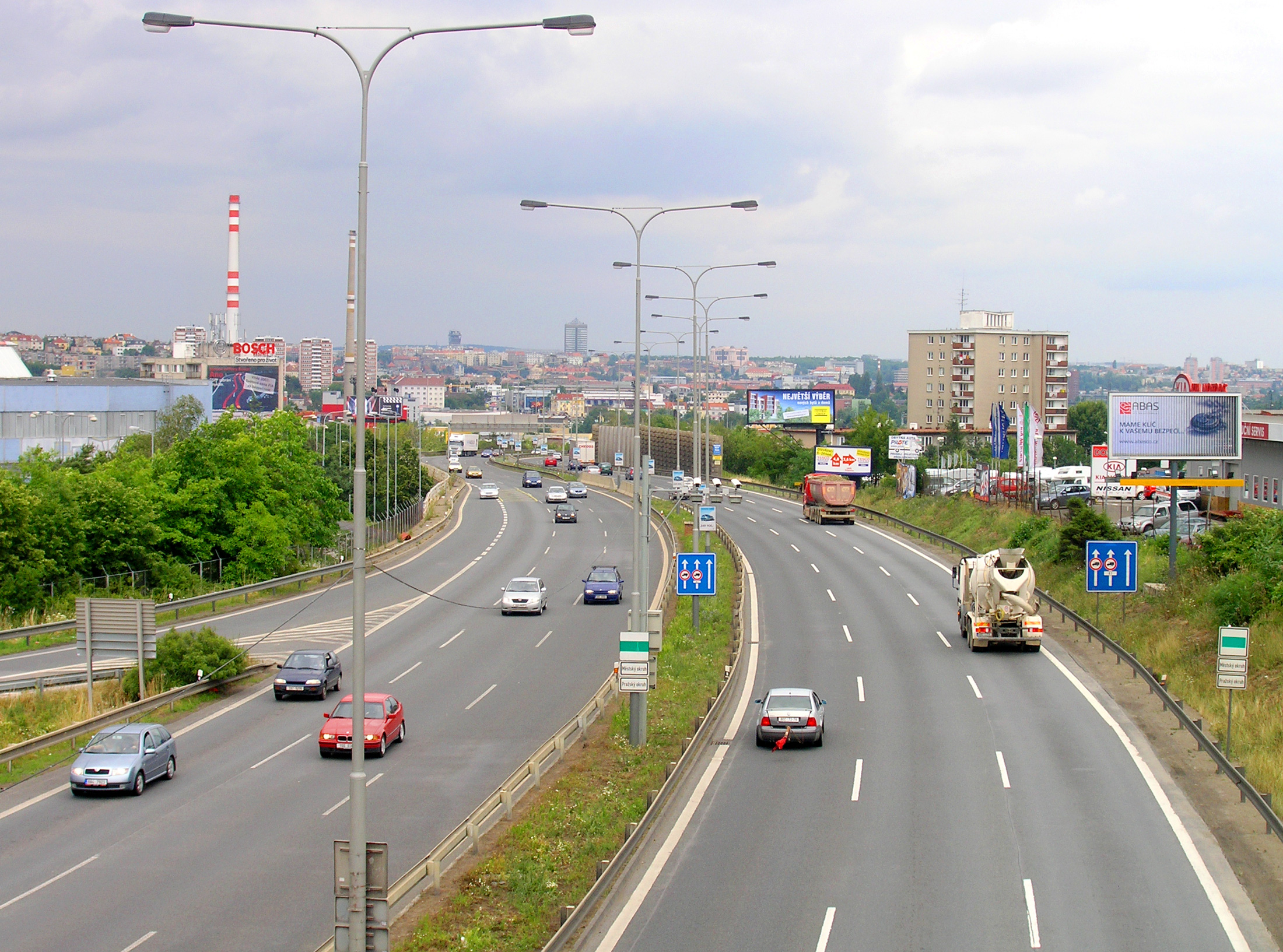
Jižní spojka u Spořilova

Jižní spojka je pražská kapacitní rychlostní místní komunikace, která tvoří jižní a jihovýchodní část vnitřního pražského Městského okruhu (přesněji tedy jen úsek Barrandovský most – zamýšlená MÚK Rybníčky). Začíná u Vltavy na východním předmostí Barrandovského mostu a končí na mimoúrovňové křižovatce s Průmyslovým polookruhem u Štěrbohol (zde se napojuje na Pražský okruh). Do roku 1998 byla označována jako součást silnice I/29.
Je hlavní tranzitní komunikací v Praze a před dostavbou jižní části Pražského okruhu byla prakticky jedinou trasou, kudy mohly Prahou projet kamiony ze západní části města (především od dálnice D5 na Plzeň) do východní (hlavně dálnice D1 na Brno a D11 na Hradec Králové). Jižní spojka však plní i velmi důležitou úlohu ve vnitroměstské komunikaci při spojení západní a východní části Prahy.

## Charakteristika
V úseku Barrandovský most – zamýšlená MÚK Rybníčky je Jižní spojka šestiproudovou komunikací.
S průměrným počtem 120 tisíc vozidel za 24 hodin jde o nejvytíženější silnici v České republice. I po převedení části dopravní frekvence na Pražský okruh zůstala nejvytíženější komunikací v republice, na nejvytíženější části bylo naměřeno 147 tisíc vozidel denně a na Barrandovském mostě 132 tisíc, avšak provoz je plynulejší než dříve, protože mezi vozidly je podstatně nižší podíl kamionů. Po otevření Pražského okruhu sice krátkodobě denní počet vozidel klesl asi o 20 tisíc, ale volná komunikace na sebe brzy stáhla část dopravní zátěže, která do té doby prosakovala rezidenčními oblastmi.

## Křižovatky a napojené komunikace

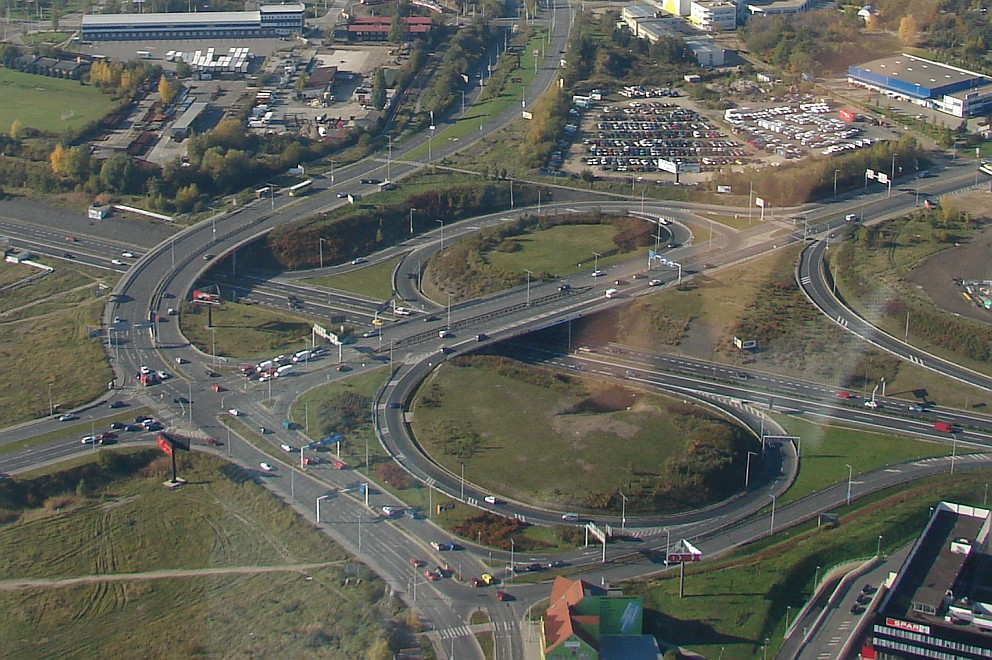
Komplikovaná křižovatka Štěrboholská-Průmyslová-Černokostelecká u OC Europark

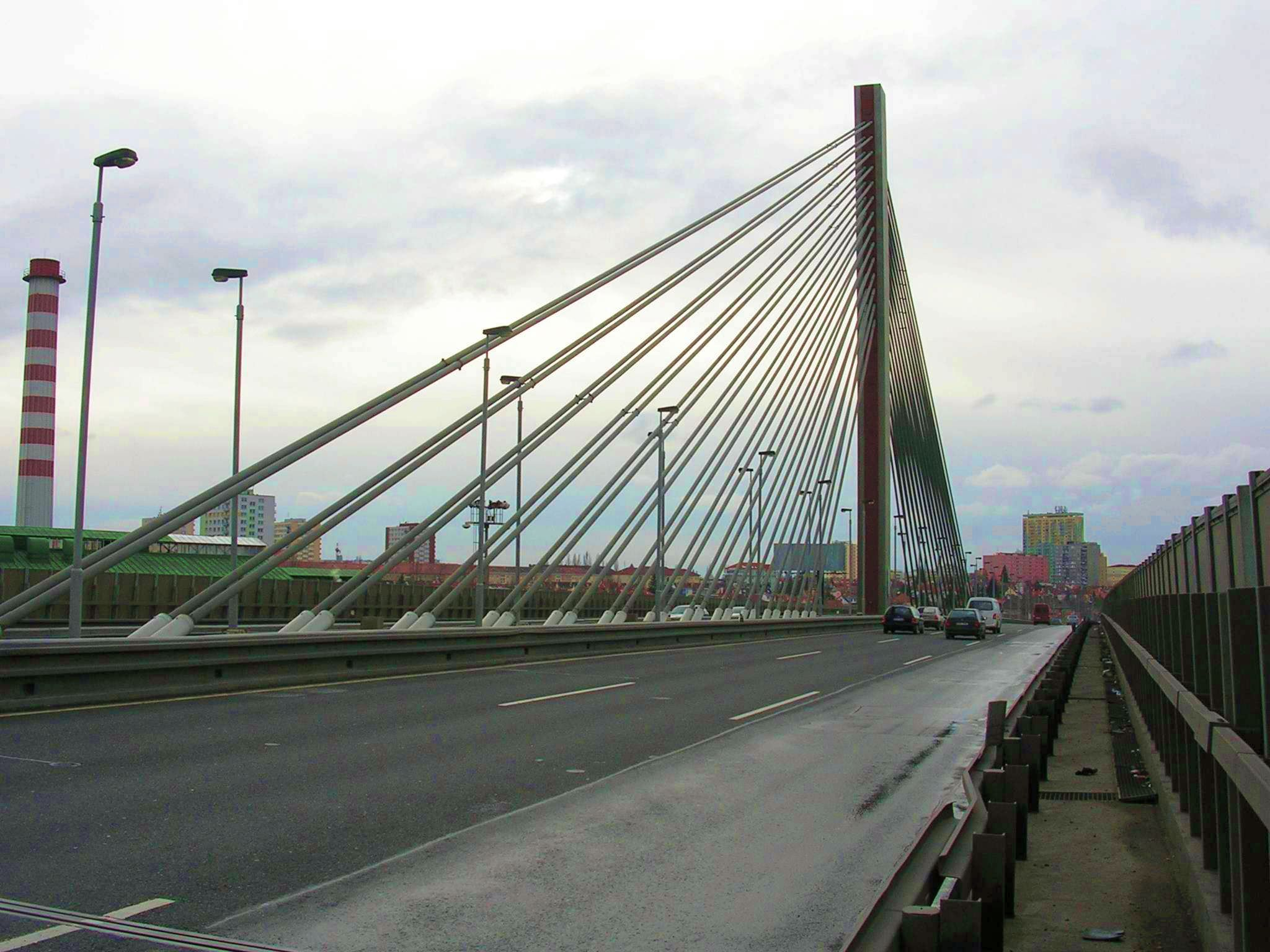
Lanový most na jižní spojce (Strašnice)

Jižní spojka se kříží s následujícími komunikacemi (od východu):
- Modřanská – na východním předmostí Barrandovského mostu
- Sulická (z centra) a V Podzámčí (do centra) – křižovatka u Krčského nádraží
- Vídeňská (z centra) a Michelská (do centra)
- 5. května – křížení na Spořilově s Chodovskou radiálou navazující na dálnici D1 (z centra) a se Severojižní magistrálou (do centra); oficiální označení je MÚK Spořilov
  - součástí tohoto křížení je i napojeni ulice Hlavní na Spořilově
- Spořilovská (z centra) a Chodovská (do centra) – napojení na Spořilovskou spojku
- V Korytech – napojení západní části Zahradního Města
- Průběžná (z centra) a Švehlova (do centra) – u východní části Zahradního Města
- Štěrboholská, Průmyslová a Černokostelecká – komplikovaná křižovatka u Štěrbohol mj. s Průmyslovým polookruhem

Všechny křižovatky Jižní spojky s ostatními komunikacemi jsou mimoúrovňové.

## Výstavba
Koridor dnešní Jižní spojky byl uvažován již v r. 1939 za protektorátu pro výstavbu tzv. tangentního řešení dálnice Plzeň – Náchod (resp. Norimberk – Vratislav). Autorem tohoto řešení byl inženýr Hoffmann, který vedl na Generálním inspektorátu německých silnic referát pro cizí tratě dálnic. K výstavbě nakonec kvůli válce nedošlo, ale stavební uzávěra zůstala v platnosti.
Výstavba Jižní spojky probíhala průběžně od začátku 80. let 20. století. Jako první byla v roce 1985 zprovozněna část mezi Barrandovským mostem a Chodovskou radiálou (dálnicí D1). Na konci 80. let byl otevřen úsek kolem Spořilova do Zahradního Města a jako poslední byl v prosinci 1997 otevřen závěsný lanový most přes kolejiště trati 221 z Prahy do Benešova.